# Почётные звания СССР
Почётные звания СССР — группа государственных наград СССР, звания в Союзе ССР как одна из форм признания государством и обществом заслуг отличившихся граждан, коллективов и формирований.
Согласно Конституции Союза ССР, от 1977 года, установление и присвоение почётных званий относилось к компетенции Президиума Верховного Совета Союза ССР.

## Список почётных званий СССР
В скобках — дата установления почётного звания.
1. Народный артист СССР (6 сентября 1936 года)
2. Народный художник СССР (16 июля 1943 года)
3. Заслуженный лётчик-испытатель СССР (14 августа 1958 года)
4. Заслуженный штурман-испытатель СССР (14 августа 1958 года)
5. Лётчик-космонавт СССР (14 апреля 1961 года)
6. Народный архитектор СССР (12 августа 1967 года)
7. Народный врач СССР (25 октября 1977 года)
8. Народный учитель СССР (30 декабря 1977 года)
9. Заслуженный изобретатель СССР (28 декабря 1981 года)
10. Заслуженный работник сельского хозяйства СССР (31 мая 1982 года)
11. Заслуженный строитель СССР (22 августа 1988 года)
12. Заслуженный работник транспорта СССР (22 августа 1988 года)
13. Заслуженный работник связи СССР (22 августа 1988 года)
14. Заслуженный специалист Вооружённых Сил СССР (22 августа 1988 года)
15. Заслуженный работник промышленности СССР (8 февраля 1989 года)

Указом Президиума Верховного Совета СССР № 9441-XI от 22 августа 1988 года были упразднены следующие почётные звания СССР:
1. Заслуженный военный лётчик СССР (26 января 1965 года)
2. Заслуженный военный штурман СССР (26 января 1965 года)
3. Заслуженный пилот СССР (30 сентября 1965 года)
4. Заслуженный штурман СССР (30 сентября 1965 года)
5. Заслуженный парашютист-испытатель СССР (13 июля 1984 года)
6. Заслуженный мелиоратор СССР (26 октября 1984 года)
7. Заслуженный конструктор СССР (14 июня 1985 года)
8. Заслуженный технолог СССР (14 июня 1985 года)
9. Заслуженный машиностроитель СССР (16 августа 1985 года)

## Прочие почётные звания в СССР
Кроме почётных званий Советского Союза, являвшихся госнаградами Союза ССР, существовали и иные почётные звания, являвшиеся ведомственными наградами СССР. В частности, в Советской России и Советском Союзе присваивались такие почётные звания как:
- Почётный красногвардеец
- Почётный красноармеец
- Почётный командир[4]
- В Вооруженных Силах СССР почётное звание формирования — «Гвардейский(ая)».
- Для военнослужащих гвардейских частей и соединений РККА 21 мая 1942 года был учреждён нагрудный знак «Гвардия», а для гвардейцев РККФ — прямоугольная пластина с муаровой лентой оранжевого цвета с чёрными продольными полосами, двух видов — «золочёный», для офицеров и «серебрёный» — для матросов и старшин. Одновременно были введены гвардейские воинские звания[5][6].
- В ряде отраслей народного хозяйства СССР для поощрения работников, достигших высокого уровня мастерства, министерствами присваивались почётные звания:
  - Почётный железнодорожник
  - Почётный авиастроитель
  - Почётный радист
  - Почётный горняк
  - Почётный нефтяник
  - Почётный химик
  - Почётный металлург
  - Почётный шахтёр
- Присвоение театрам и художественным коллективам почётного звания «академический» производилось Министерством культуры СССР.
- В области спорта существовали почётные спортивные звания, присваиваемые Комитетом по физкультуре и спорту при Совете Министров СССР:
  - Заслуженный мастер спорта СССР (учреждено 27 мая 1934)
  - Заслуженный тренер СССР (учреждено 24 марта 1956)